# BLUE (Galileo Galileiのアルバム)
『BLUE』（ブルー）は、日本のロックバンド・Galileo Galileiのスタジオ・アルバム。2025年3月5日に配信限定でリリースされた。発売元はOuchi Daisuki Club Records。

## 背景
同時発売となった前作『MANSTER』『MANTRAL』以来約6か月ぶりのアルバムリリースとなった。
前作2作品に続く兄弟作で、新曲「あおにもどる」を除く全曲が過去楽曲の再録で構成されている。
2025年2月5日に、本作の発売に先駆けて収録曲「僕から君へ（BLUE ver.）」が、2月19日に「恋の寿命（BLUE ver.）」が先行配信された。
本作は配信限定でのリリースだが、2025年3月15日に東京ガーデンシアターで開催するワンマンライブ「あおにもどる」限定でCD盤が販売され、そちらにはデジタル版未収録の楽曲「星を落とす（BLUE ver.）」が追加収録されている。

## 収録内容
| 全編曲: Galileo Galilei。 |                                                         |          |                    |      |
| #                         | タイトル                                                | 作詞     | 作曲・編曲         | 時間 |
| 1.                        | 「管制塔」(BLUE ver.)                                   | 尾崎雄貴 | 尾崎雄貴           | 5:33 |
| 2.                        | 「僕から君へ」(BLUE ver.)                               | 尾崎雄貴 | 尾崎雄貴           | 4:56 |
| 3.                        | 「ハマナスの花」(BLUE ver.)                             | 尾崎雄貴 | 尾崎雄貴           | 4:15 |
| 4.                        | 「Electroland」(BLUE ver.)                              | 尾崎雄貴 | Galileo Galilei    | 5:10 |
| 5.                        | 「四ツ葉さがしの旅人」(BLUE ver.)                       | 尾崎雄貴 | 尾崎雄貴           | 4:34 |
| 6.                        | 「くそったれども」(BLUE ver.)                           | 尾崎雄貴 | 尾崎雄貴、佐孝仁司 | 6:09 |
| 7.                        | 「恋の寿命」(BLUE ver.)                                 | 尾崎雄貴 | 尾崎雄貴           | 5:17 |
| 8.                        | 「Imaginary Friends」(BLUE ver.)                        | 尾崎雄貴 | Galileo Galilei    | 4:54 |
| 9.                        | 「クライマー」(BLUE ver.)                               | 尾崎雄貴 | 尾崎雄貴           | 3:08 |
| 10.                       | 「Good Shoes」(BLUE ver.)                               | 尾崎雄貴 | 佐孝仁司、尾崎和樹 | 4:00 |
| 11.                       | 「ハローグッバイ」(BLUE ver.)                           | 尾崎雄貴 | 尾崎雄貴           | 4:15 |
| 12.                       | 「稚内」(BLUE ver.)                                     | 尾崎雄貴 | 尾崎雄貴           | 5:13 |
| 13.                       | 「Birthday」(BLUE ver.)                                 | 尾崎雄貴 | Galileo Galilei    | 4:01 |
| 14.                       | 「あおにもどる」                                        | 尾崎雄貴 | 尾崎雄貴           | 6:08 |
| 15.                       | 「星を落とす（BLUE ver.）」(CD盤限定ボーナス・トラック) | 尾崎雄貴 | Galileo Galilei    |      |
| 合計時間:                 | 合計時間:                                               | 67:33    |                    |      |

## 楽曲解説
※その他収録曲は各ページを参照。
あおにもどる
本作の収録曲の中で最後にレコーディングされた唯一の新曲。
稚内市全面協力の元撮影された公式ミュージックビデオが8本存在し、第一弾の「スノーランドver.」が2025年3月5日に投稿されたのを筆頭に、「冷凍室ver.」「温泉ver.」など全8作品が2025年3月13日までに毎日投稿された。